# Philodendron malesevichiae
Philodendron malesevichiae är en kallaväxtart som beskrevs av Thomas Bernard Croat. Philodendron malesevichiae ingår i släktet Philodendron och familjen kallaväxter. Inga underarter finns listade.